# Filip Vlajić
Filip Vlajić (1º agosto 1993) è un ex giocatore di football americano e allenatore di football americano serbo, che ha giocato come runningback.
Gioca fin dagli esordi nei Tirol Raiders, con i quali ha vinto 5 titoli nazionali, 3 CEFL Bowl e 2 ECTC. Ha seguito i Raiders nel passaggio alla lega semiprofessionistica ELF.
Si è ritirato dal football giocato dopo la stagione 2023, entrando nel coaching staff dei Raiders.